# Marquisat de Provence
Ne doit pas être confondu avec Comté de Provence ou Duché de Provence.
1125–1274
Entités précédentes :
- Comté de Provence

Entités suivantes :
- Comtat Venaissin

Le marquisat de Provence en 1180, possession des comtes de Toulouse.

Le marquisat de Provence (Marquesat de Provensa en écriture médiévale) est un ancien fief situé à l'est du Rhône et au nord de la Durance avec pour capitale Avignon.

## Histoire
Le marquisat de Provence s'est formé en 1125 à partir d'une division du comté de Provence.
Maïeul, abbé de Cluny, est enlevé par les Sarrasins, en 972, au cours d'un raid depuis leur place forte du Fraxinet. Les comtes de Provence Guilhem dit le Libérateur et Roubaud, avec l'aide de seigneurs provençaux et du marquis de Turin, libèrent la Provence des Sarrasins en les chassant définitivement du massif des Maures. Cette opération permet à Guillaume d'obtenir la suzeraineté de fait de la Provence et d'être nommé marquis en 975. La capitale du marquisat est fixée à Arles. Toutefois, le titre de marquis est une simple dignité, circulant entre les descendants de Guilhem et de Roubaud, mais ne correspondant pas à un fief érigé en marquisat.
En 1019, Emma, comtesse de Provence, se marie avec Guillaume Taillefer, comte de Toulouse, transmettant les droits de la lignée de Roubaud à la maison de Toulouse. Le titre de marquis de Provence passe définitivement à cette maison à compter de 1093. En 1112, Douce de Provence, héritière des droits de la ligne de Guilhem le Libérateur, épouse Raimond-Bérenger III, comte de Barcelone, qui devient Raimond-Bérenger Ier de Provence. Les maisons de Toulouse et de Barcelone entrent alors en conflit pour le marquisat. Un traité est conclu, en 1125, entre Raymond-Bérenger et Alphonse-Jourdain de Toulouse : par celui-ci, le comté de Provence est divisé en un marquisat au nord de la Durance - attribué aux Toulouse - et un comté au sud, attribué aux Barcelone.
Les fiefs du marquisat de Provence sont :
- la Provence : partie sud du marquisat en propriété propre, appelé aussi Comtat Venaissin, qui prend définitivement ce nom en 1274 ;
- le comté d'Orange : domaine vassal jusqu'en 1181, année où il est érigé en principauté ;
- le comté de Valence (Valentinois) et de Die (Diois) : domaine vassal jusqu'en 1189.

À la suite de la Croisade des Albigeois, le Traité de Meaux-Paris (1229) est imposé à Raymond VII de Toulouse. Celui-ci entraîne la perte pour les comtes de Toulouse de leurs possessions le long du Rhône : les territoires à l'ouest du fleuve passent au roi de France alors que les territoires situés à l'est - le marquisat de Provence - doivent passer à la papauté. Toutefois, le marquisat reste aux comtes de Toulouse car le Royaume de France rechigne à le voir passer à l'Église. Ce n'est qu'à la mort d'Alphonse de Poitiers, en 1271, que le marquisat passe au roi de France, Philippe III, qui le cède en 1274 au pape Grégoire X, qui l'érige en Comtat Venaissin.